# Koprivnica, Gadžin Han
Koprivnica (izvirno srbsko Копривница) je naselje v Srbiji, ki upravno spada pod Občino Gadžin Han; slednja pa je del Niškega upravnega okraja.

## Demografija
V naselju živi 97 polnoletnih prebivalcev, pri čemer je njihova povprečna starost 62,5 let (58,0 pri moških in 66,0 pri ženskah). Naselje ima 52 gospodinjstev, pri čemer je povprečno število članov na gospodinjstvo 1,90.
To naselje je, glede na rezultate popisa iz leta 2002, večinoma srbsko.
|  |

| Demografija | Demografija     | Demografija     |
| Leto        | Št. prebivalcev | Št. prebivalcev |
| ----------- | --------------- | --------------- |
|             |                 |                 |
|             |                 |                 |
|             |                 |                 |
|             |                 |                 |
| 1948        | 904             |                 |
| 1953        | 847             |                 |
| 1961        | 705             |                 |
| 1971        | 461             |                 |
| 1981        | 295             |                 |
| 1991        | 166             | 166             |
| 2002        | 99              | 99              |
|             |                 |                 |

| Etnična sestava po popisu iz leta 2002 | Etnična sestava po popisu iz leta 2002 | Etnična sestava po popisu iz leta 2002 | Etnična sestava po popisu iz leta 2002 | Etnična sestava po popisu iz leta 2002 |
| -------------------------------------- | -------------------------------------- | -------------------------------------- | -------------------------------------- | -------------------------------------- |
| Srbi                                   | Srbi                                   |                                        | 98                                     | 98,98%                                 |
| Neznano                                | Neznano                                |                                        | 1                                      | 1,01%                                  |